# شهرستان لفسکی
شهرستان لفسکی (به بلغاری: Levski Municipality) یک شهرستان در بلغارستان است که در استان پلون واقع شده‌است. شهرستان لفسکی ۴۱۴ کیلومتر مربع مساحت و ۲۱٬۴۸۷ نفر جمعیت دارد.